# Gyroporus cyanescens
Bolet indigotier
Espèce
Statut de conservation UICN

 LC  : Préoccupation mineure
Gyroporus cyanescens, le Bolet indigotier, auparavant Boletus cyanescens, est une espèce de champignons basidiomycètes de la famille des Gyroporaceae. Il doit son nom à sa chair virant à l'indigoau contact ou à la coupe. Bien qu'il ne soit pas le seul bolet à présenter ce phénomène, le contraste de ce bleuissement intense avec ses couleurs originellement ternes le rend particulièrement spectaculaire. Il est aussi caractérisé par son pied lisse caverneux. C'est une espèce peu commune, mais assez largement répandue.

## Taxinomie
Le nom correct complet (avec auteur) de ce taxon est Gyroporus cyanescens (Bull.) Quél.
L'espèce a été initialement classée dans le genre Boletus sous le basionyme Boletus cyanescens Bull. 1788.

### Synonymes
Gyroporus cyanescens a pour synonymes:
- Boletus cyanescens Bull., Herb. Fr. (Paris) 8: pl. 369 (1788)
- Suillus cyanescens (Bull.) P. Karst., Bidr. Känn. Finl. Nat. Folk 37: 1 (1882)
- Leucoconius cyanescens (Bull.) Beck, Z. Pilzk. 2(7): 142 (1923)
- Boletus constrictus Pers., Syn. meth. fung. (Göttingen) 2: 508 (1801)
- Leccinum constrictum (Pers.) Gray, Nat. Arr. Brit. Pl. (London) 1: 647 (1821)

### Phylogénie

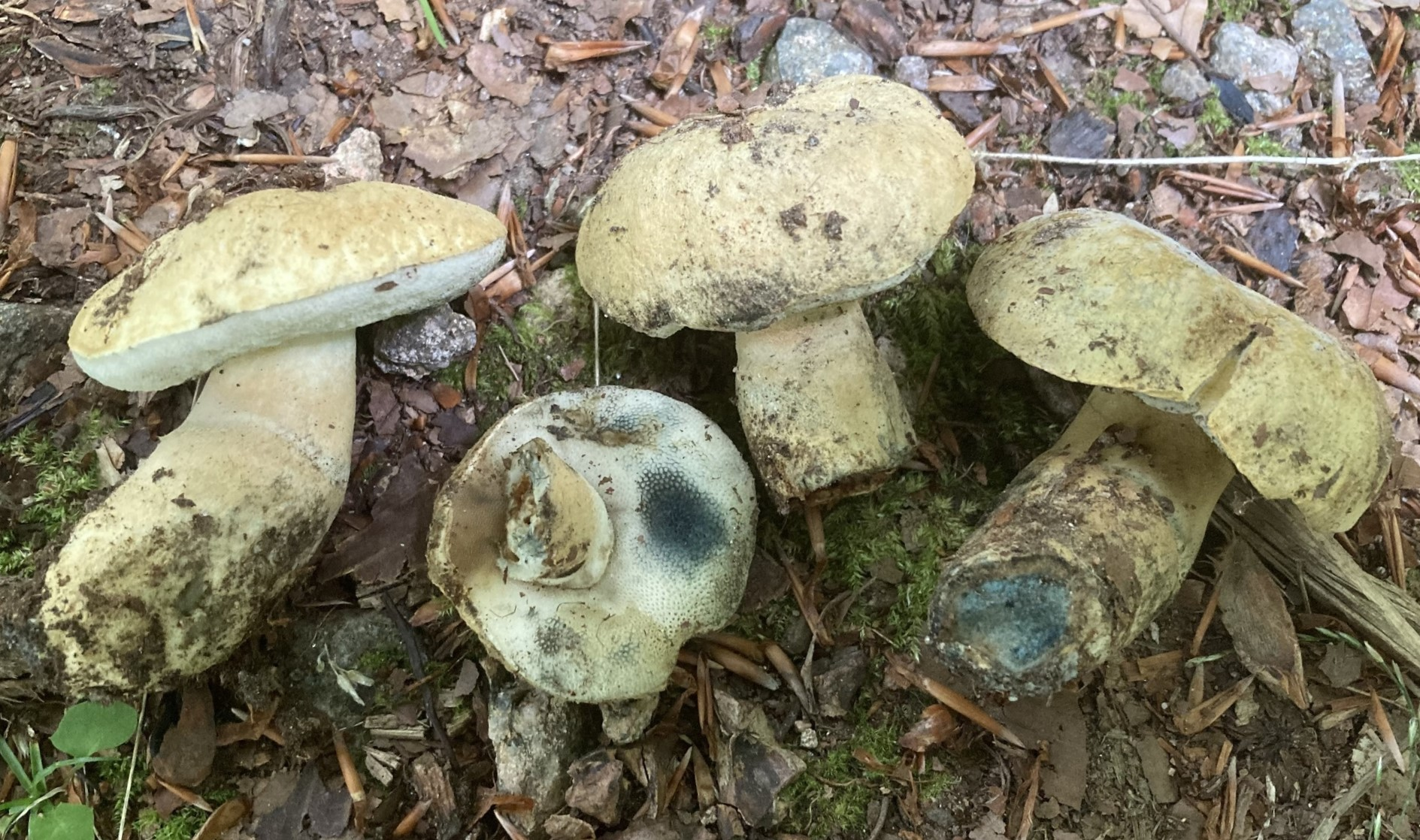
Collection de sporophores de G. cyanescens en France.

L'espèce est décrite pour la première fois en 1788 par le botaniste français Pierre Bulliard sous le nom de Boletus cyanescens. Au cours du XIXe siècle, les mycologues la transfèrent dans les genres Leccinum, puis Suillus. C'est finalement Lucien Quélet qui crée en 1886 le genre Gyroporus, avec Gyroporus cyanescens comme espèce type.

### Étymologie
L'épithéte spécifique cyanescens fait réfèrence à la chair fortement bleuissante de cette espèce.

### Noms vulgaires et vernaculaires
Ce taxon porte en français les noms vernaculaires ou normalisés suivant : Bolet indigotier.
On rencontre plus rarement le nom de "Bolet bleuissant", cependant ce nom peut grandement porter à confusion car il sous-entendrait que G. cyanescens serait l'unique espèce de bolet à bleuir, alors qu'il est en réalité extrêmement loin d'être le seul à présenter cette caractéristique.

## Description du sporophore

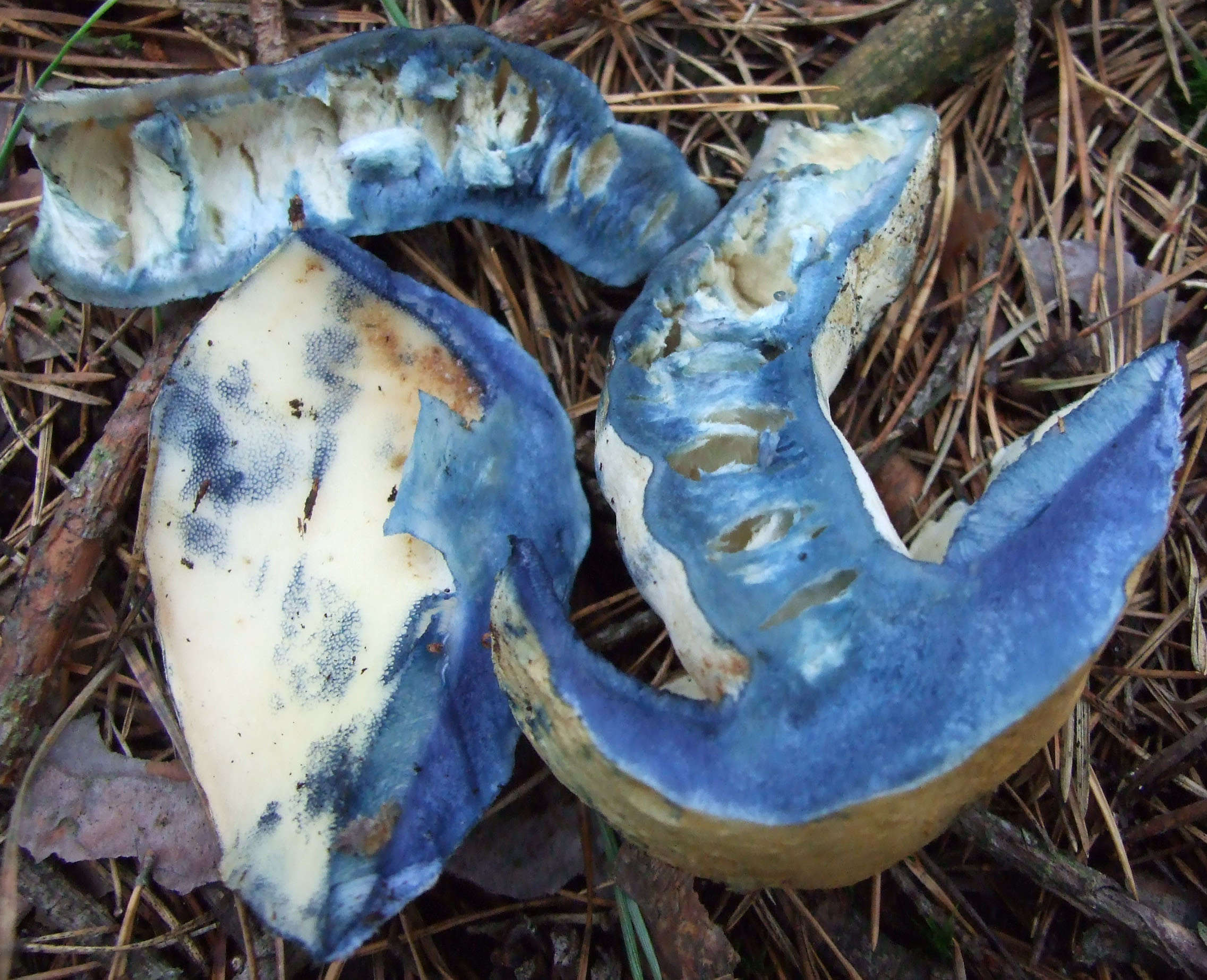
Bleuissement intense de la chair à la coupe et longueur du pied creusé de cavernes.

Les bolets sont des champignons dont l’hyménium, constitué de tubes et terminés par des pores, se sépare facilement de la chair du chapeau. Ce chapeau d'abord rond, recouvert d'une cuticule, devient convexe à mesure qu’il vieillit. Ils ont un pied (stipe) central assez épais et une chair compacte. Les caractéristiques morphologiques de G. cyanescens sont les suivantes :
Son chapeau mesure 3,5 à 12 cm, il est sec, feutré voire méchuleux, de couleur blanchâtre à crème ochracé ou jaune à brun-jaune.
L'hyménophore présente des tubes blancs puis ochracés. Les pores sont blancs puis jaunâtres, bleuissant très intensément au toucher. La sporée est jaune pâle.
Son stipe mesure 4 à 10 cm x 1,5 à 3 cm, il est concolore au chapeau jusqu'à une sorte de zone annulaire. Il est typiquement creux et percé de "cavernes".
La chair est blanche et cassante, bleuissant généralement très intensément à la coupe. Sa saveur est douce et son odeur est faible. Ce champignon se reconnaît immédiatement à sa teinte terne contrastant avec le fort bleuissement qui se produit lorsque l'on touche n'importe laquelle de ses parties. Ce phénomène est particulièrement intense sur la face poroïde, qui est naturellement maculée de bleu par contact avec des feuilles mortes, des petites branches ou des insectes. De même la chair blanchâtre tourne immédiatement à l'indigo une fois exposée à l'air. Néanmoins, l'intensité de ce bleuissement peut être atténué, parfois presque absent, si le spécimen est trop vieux et/ou si l'environnement est trop sec.

### Caractéristiques microscopiques
Ses spores mesurent 7,5 à 10 μm x 4 à 6 μm, elles sont ovoïdes ou elliptiques.

## Galerie

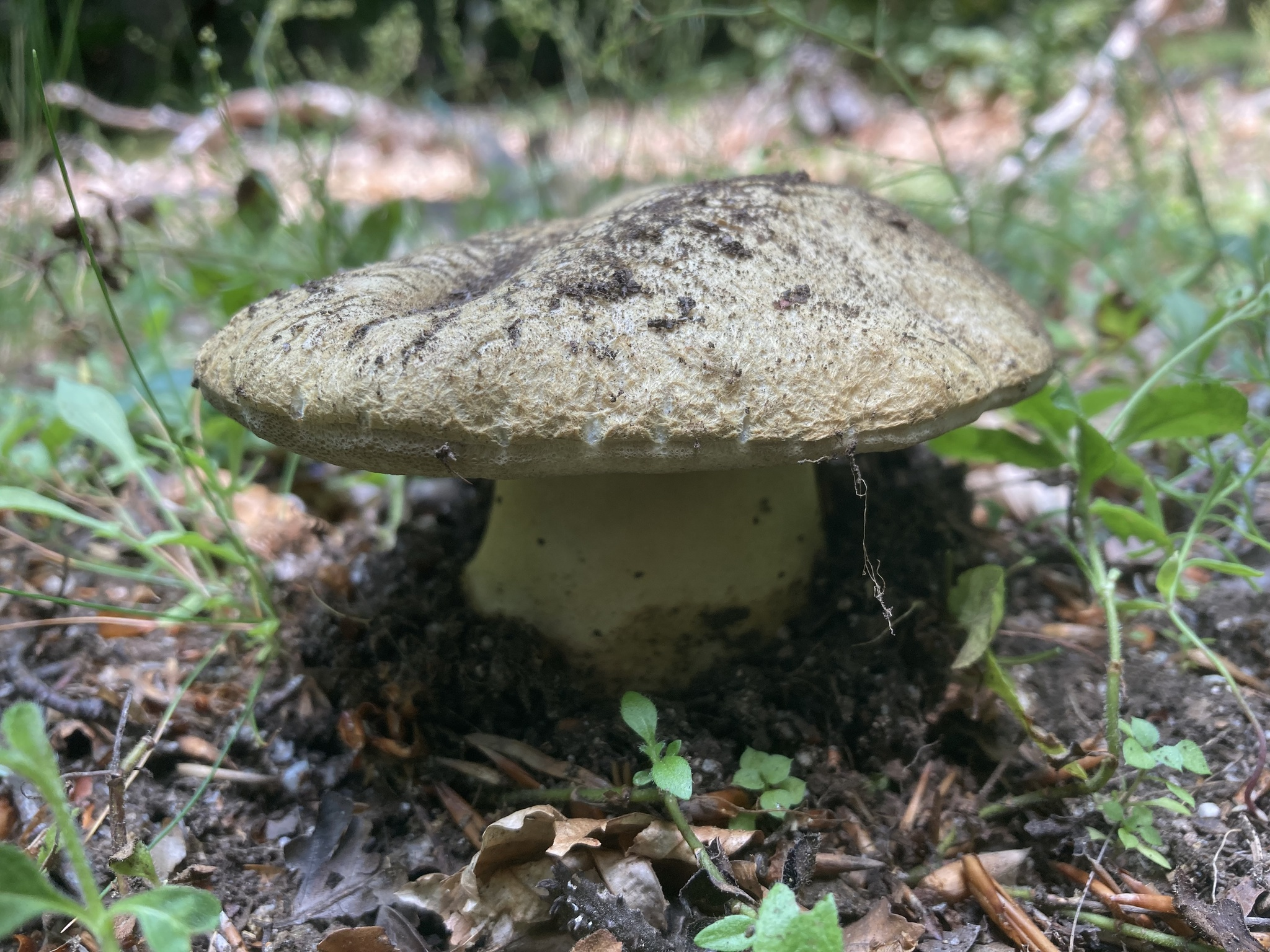
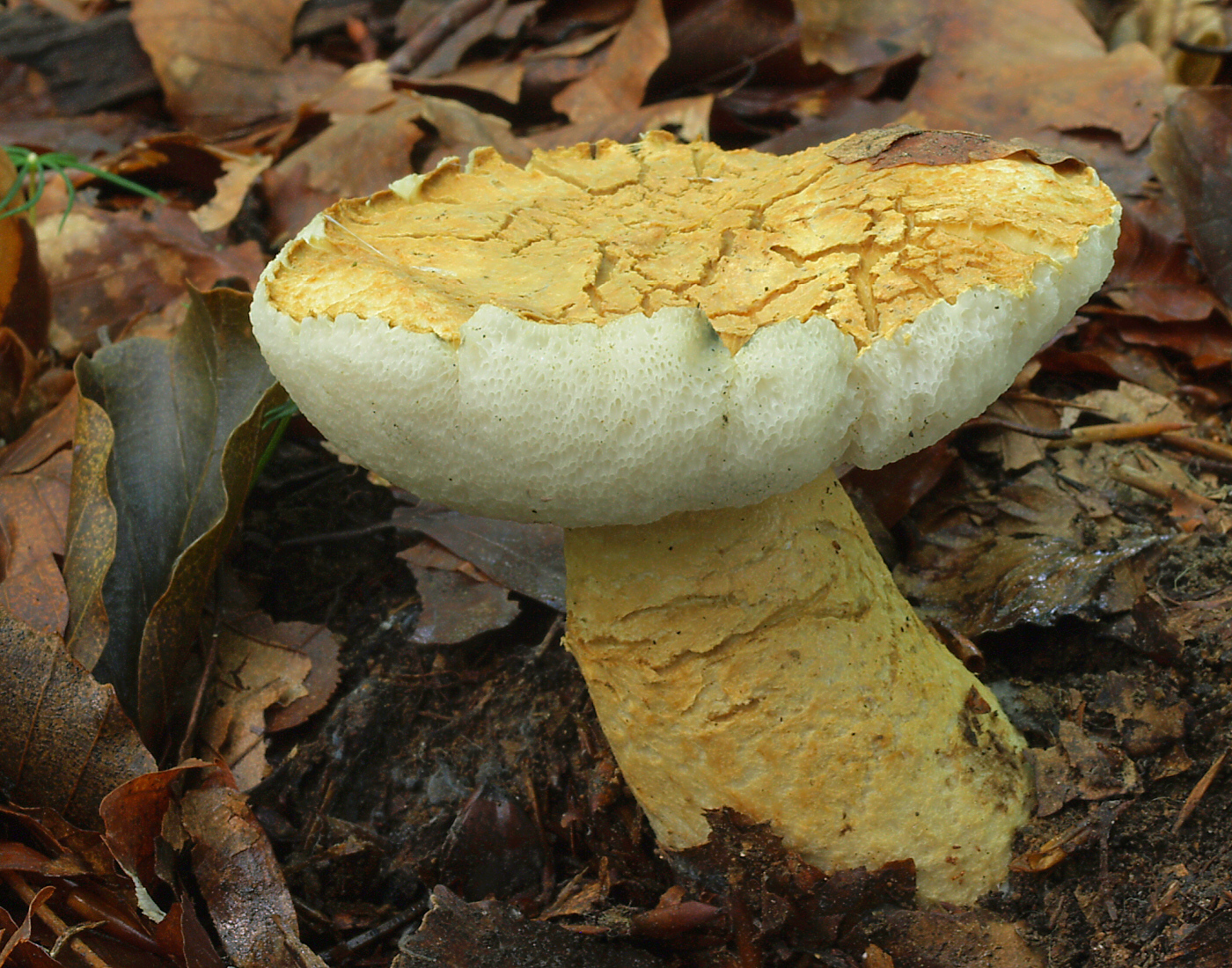
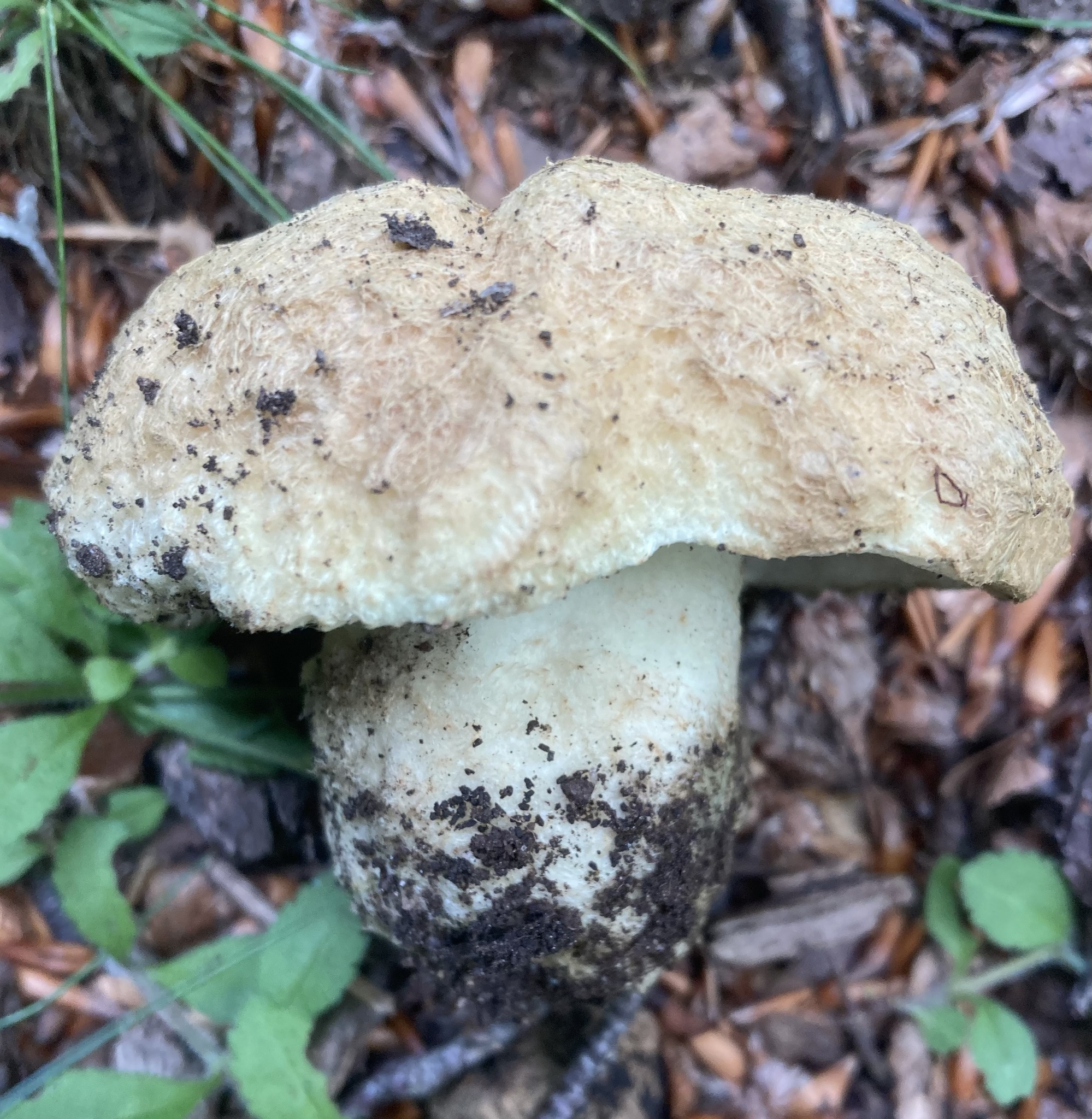
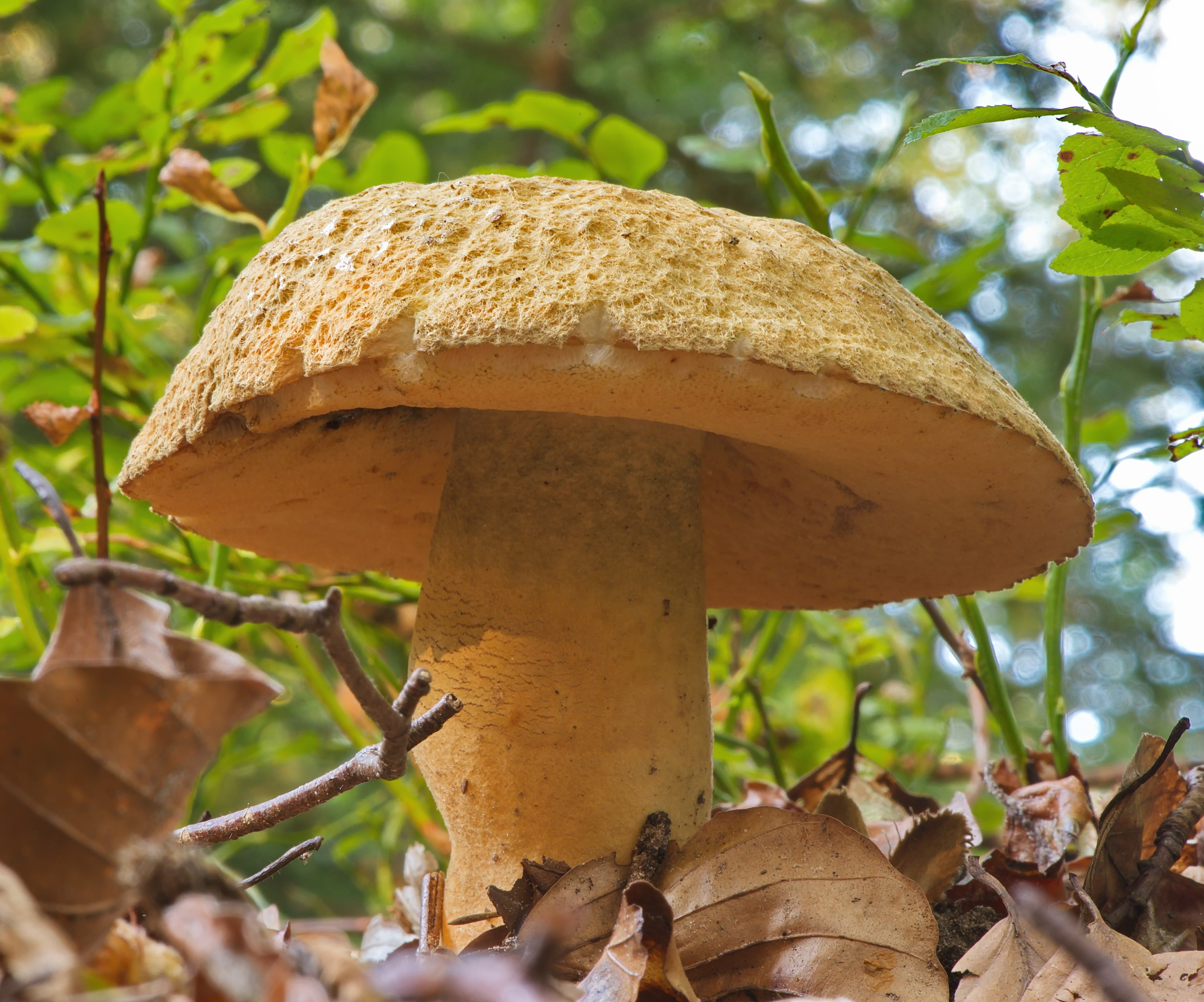
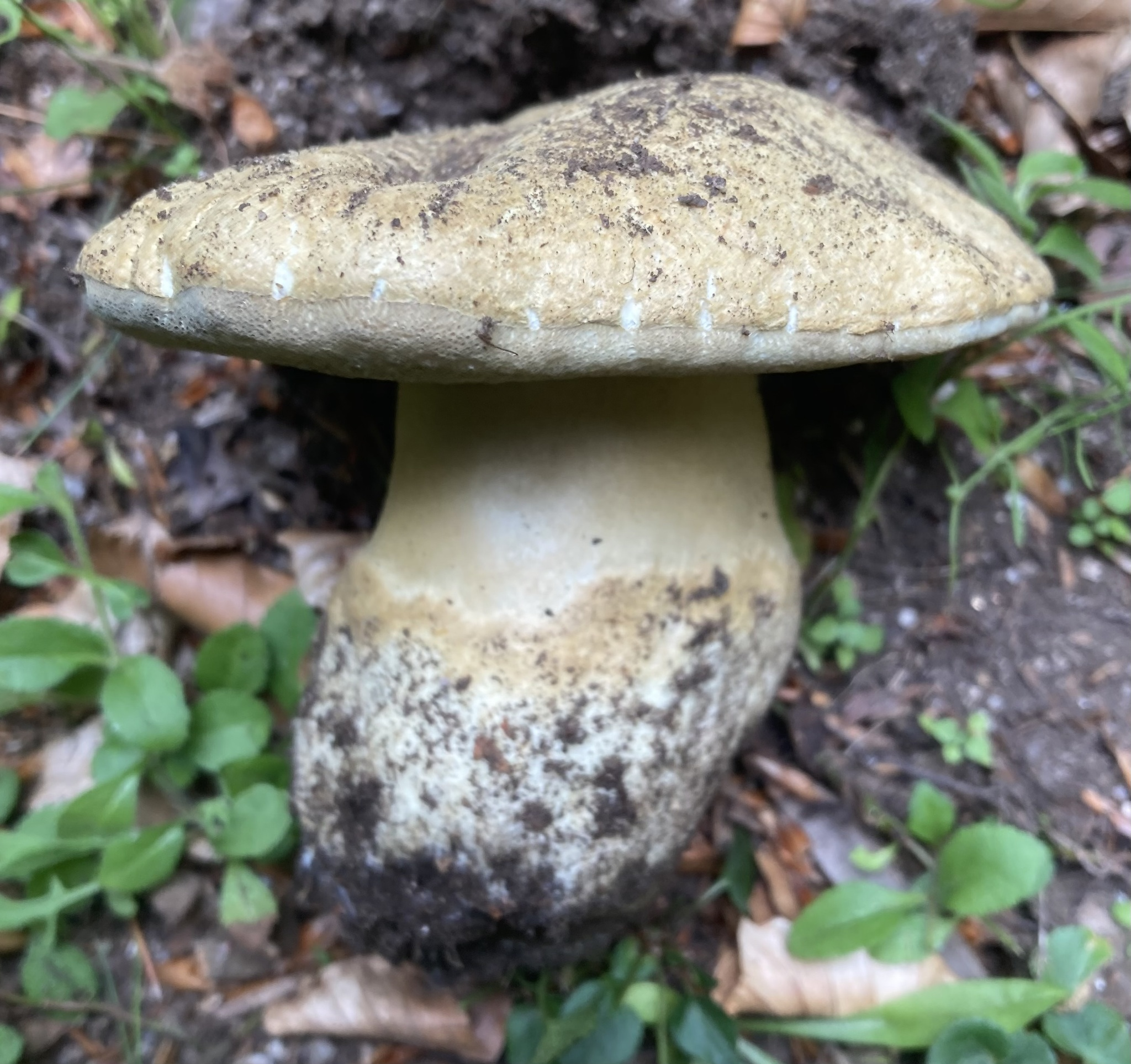
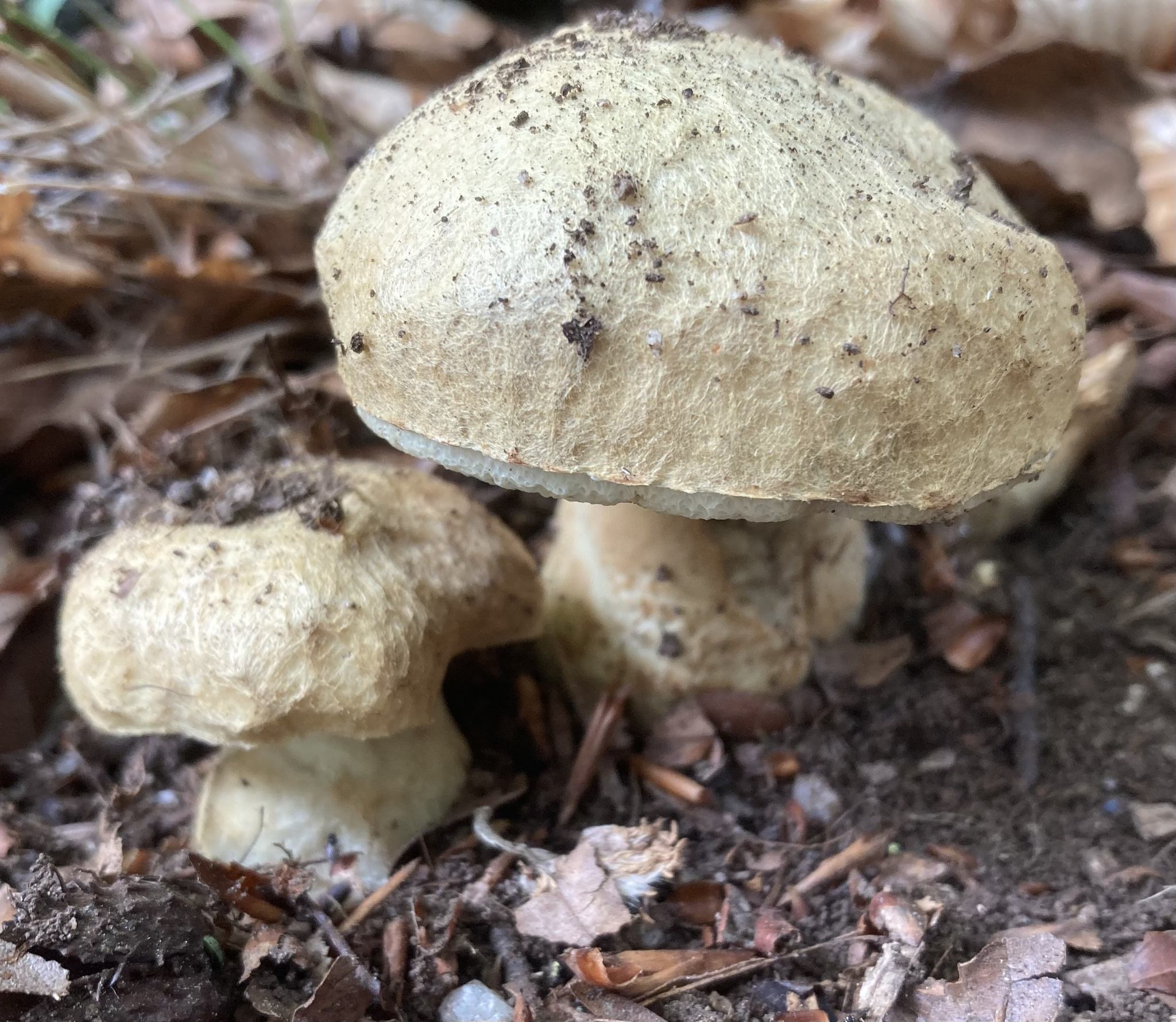
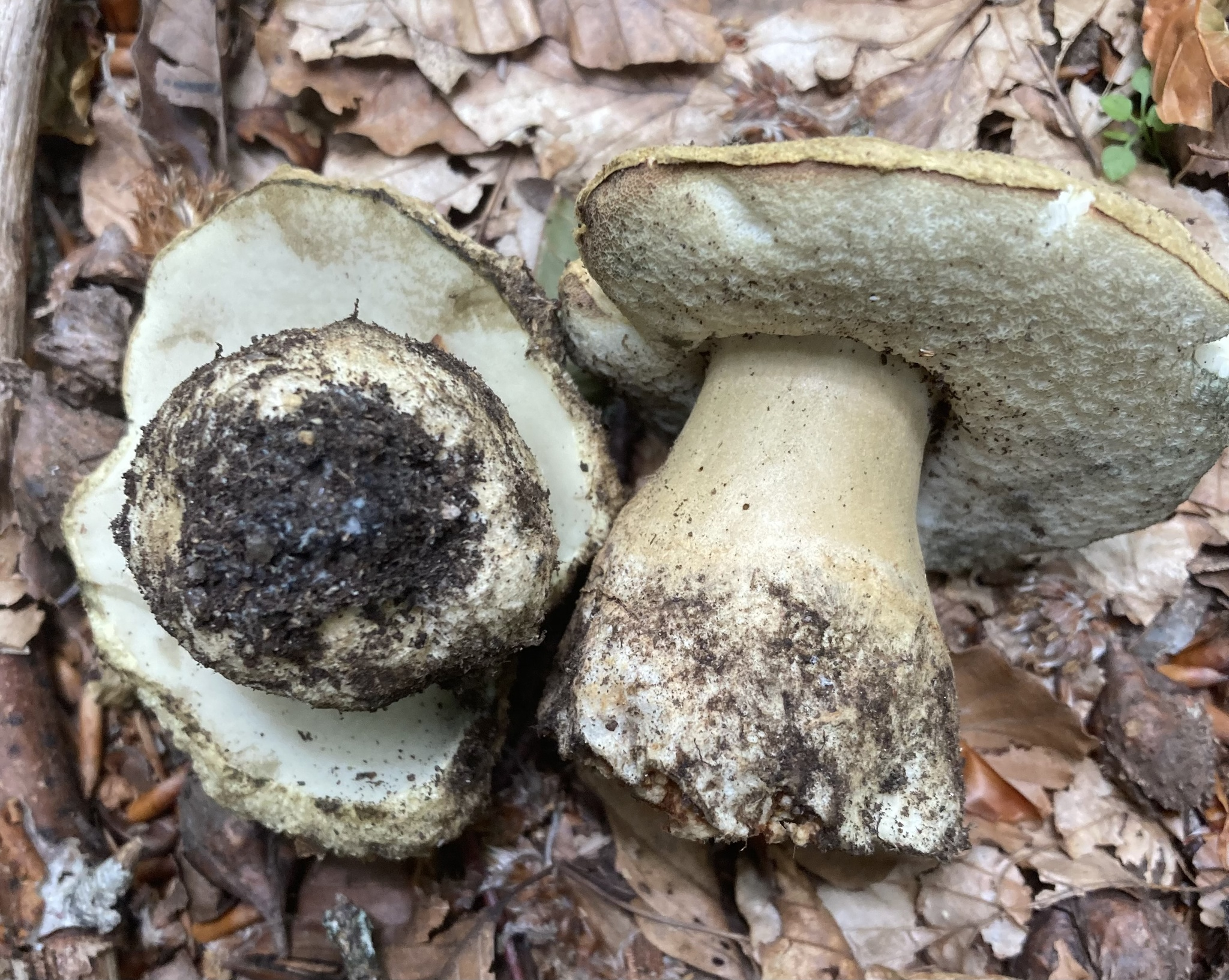
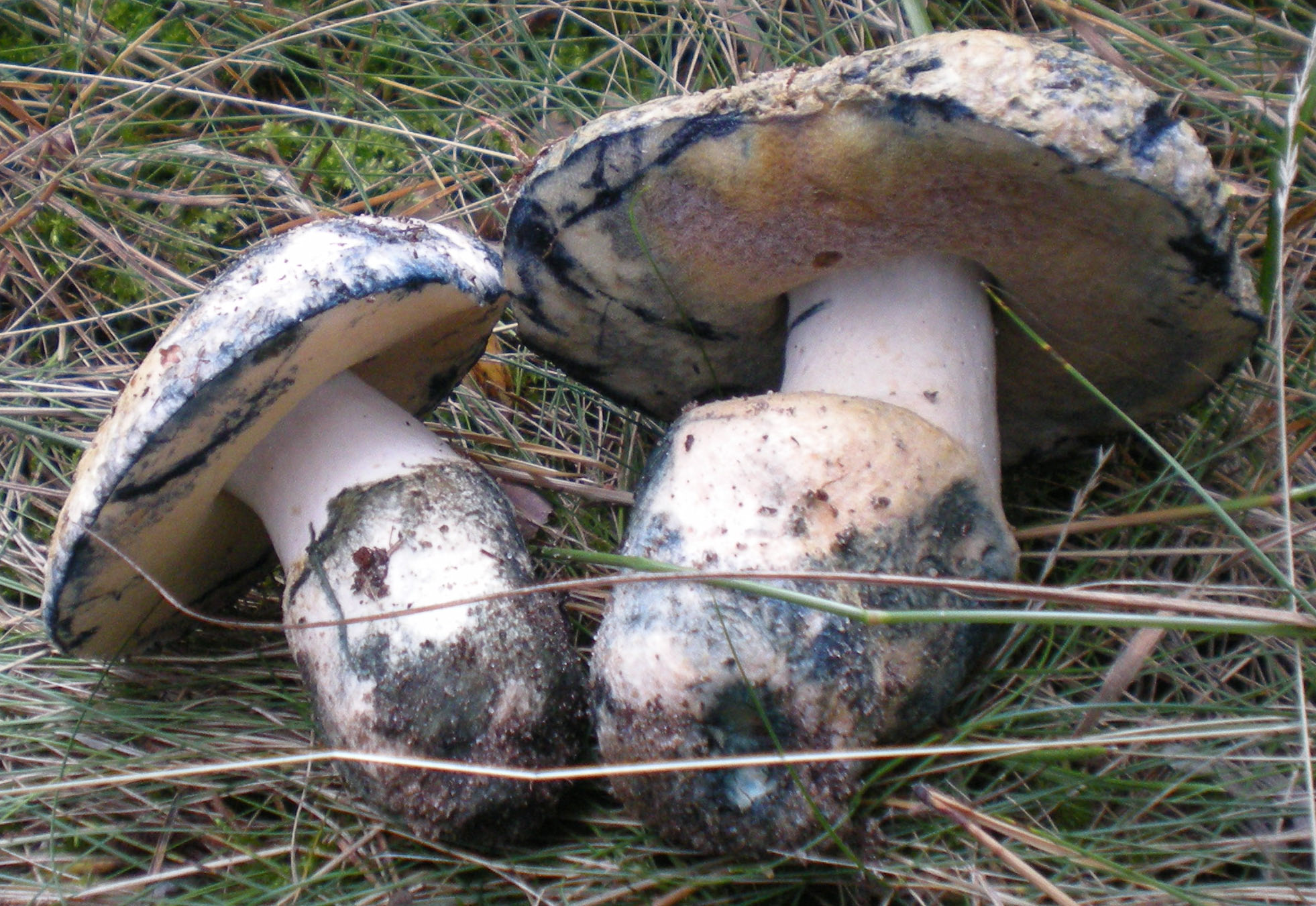
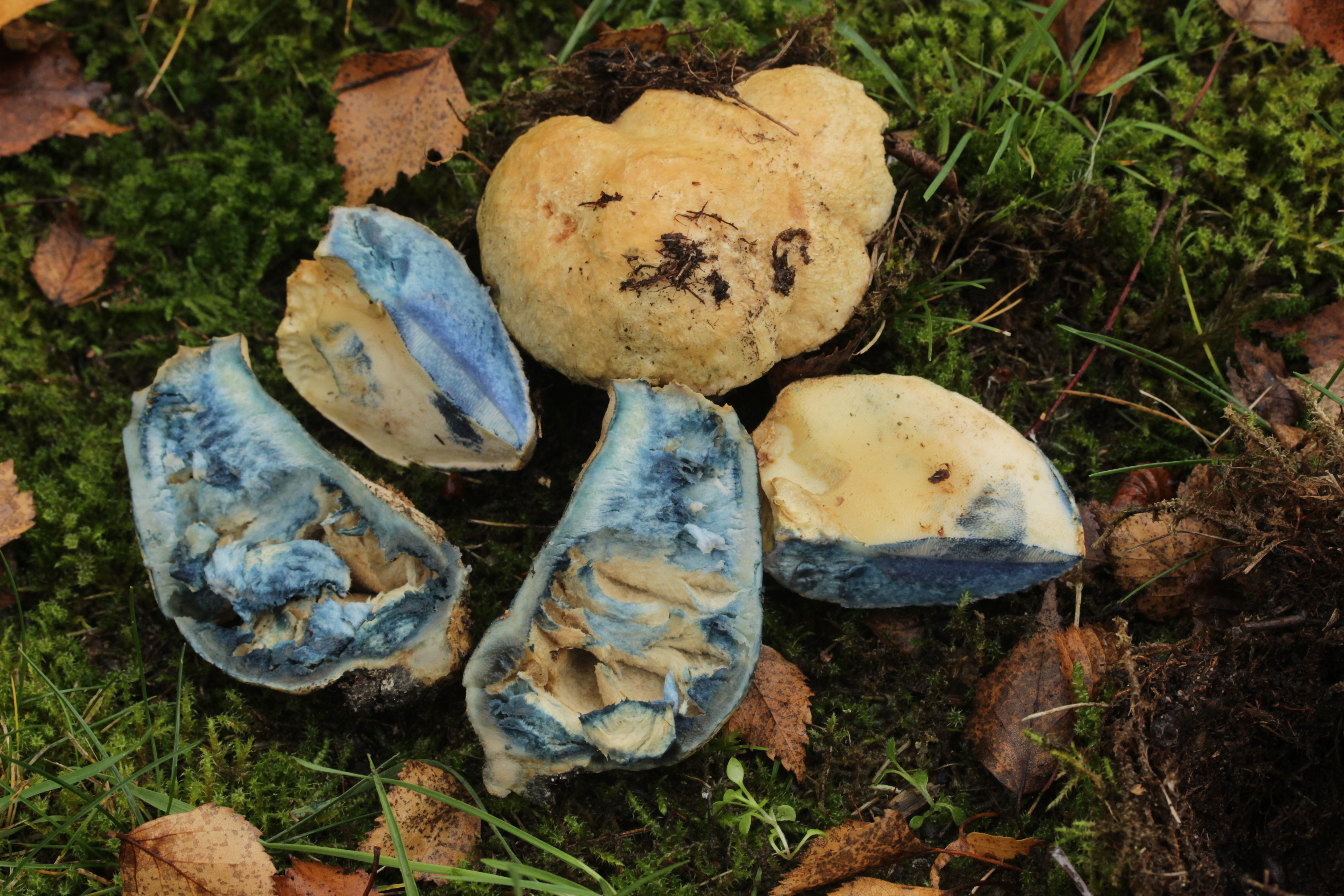
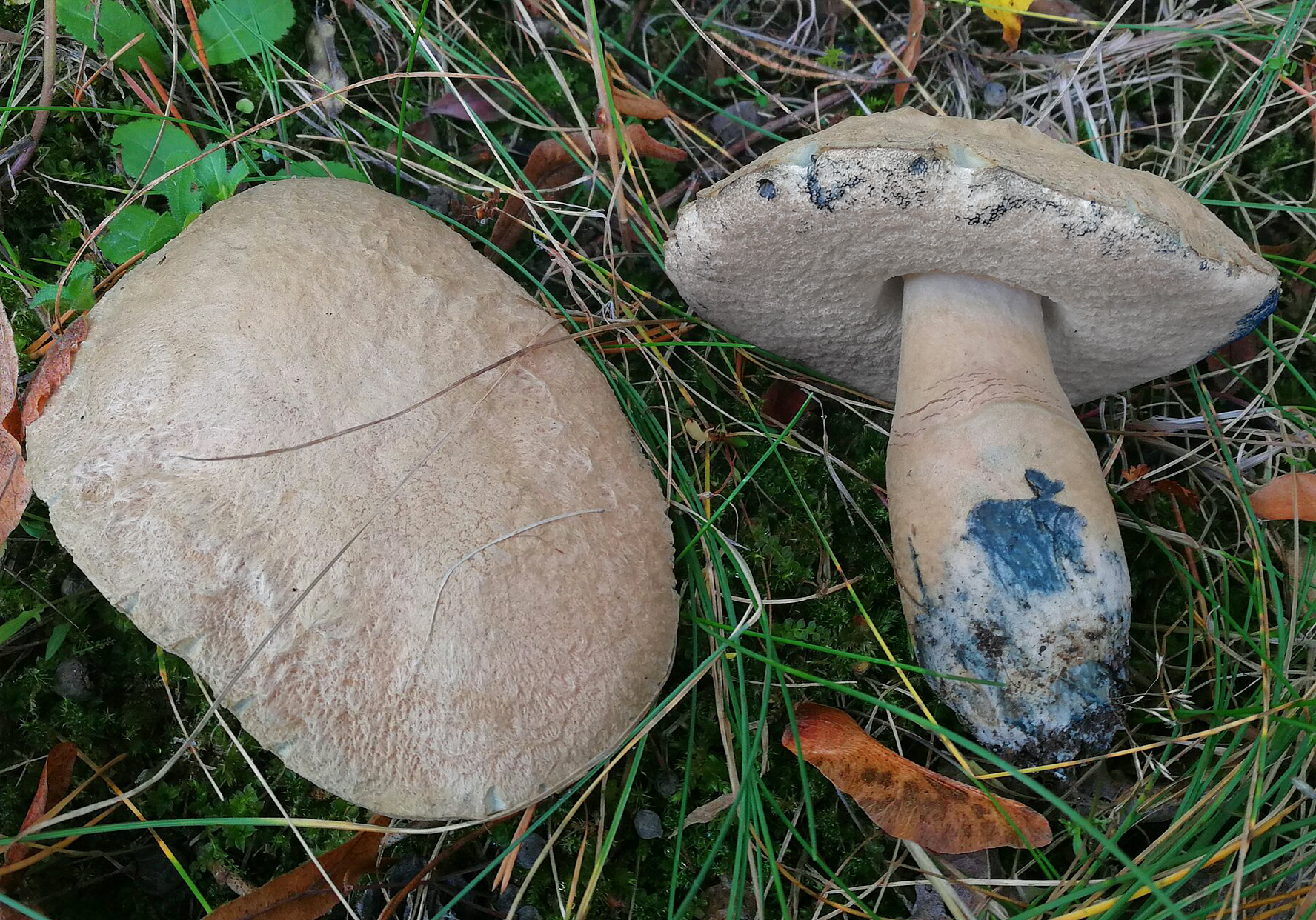
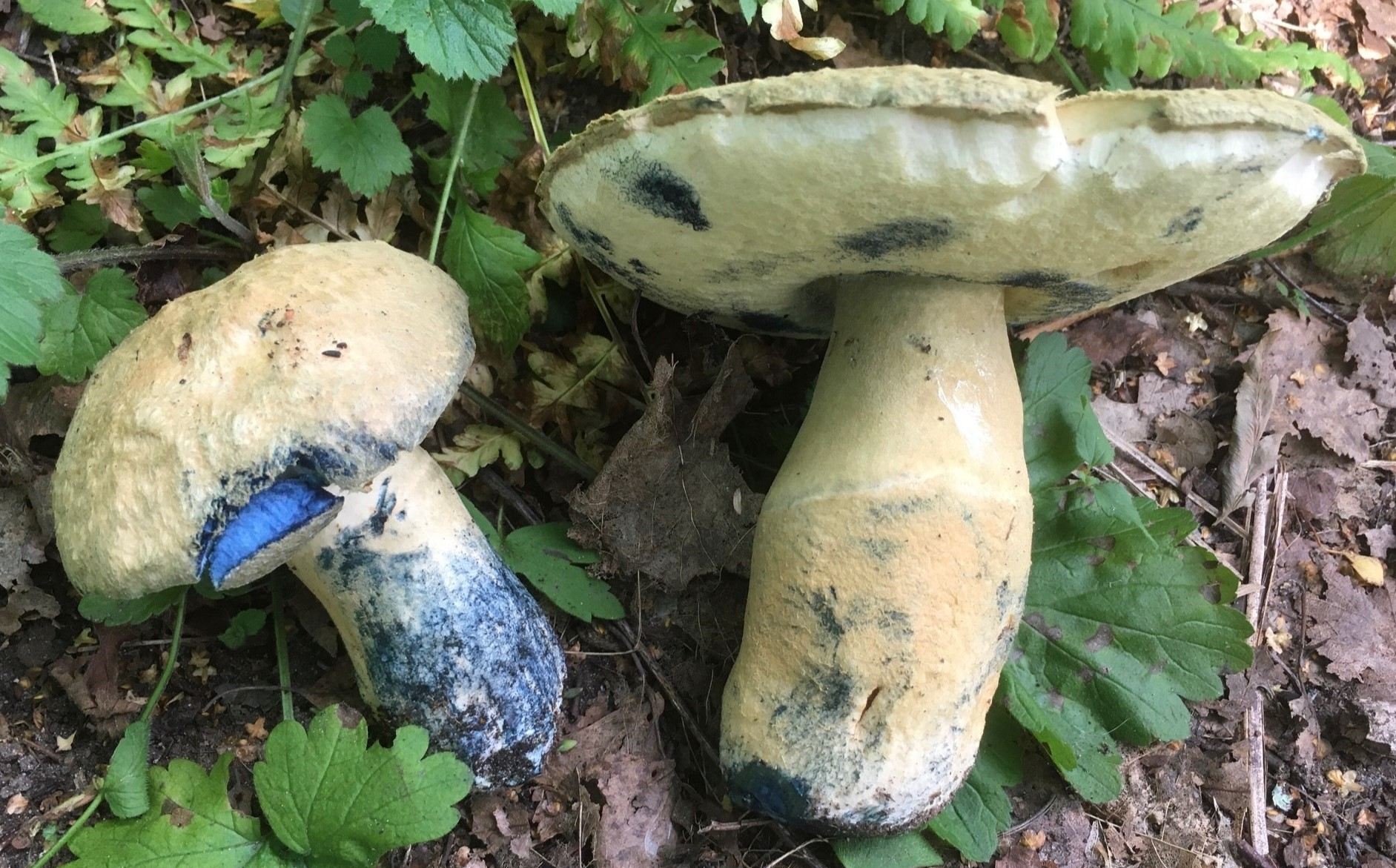
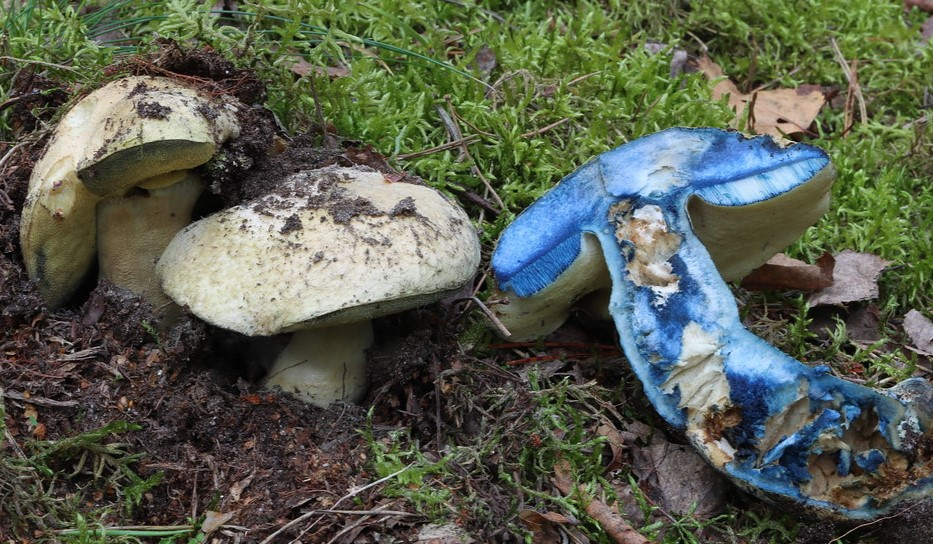
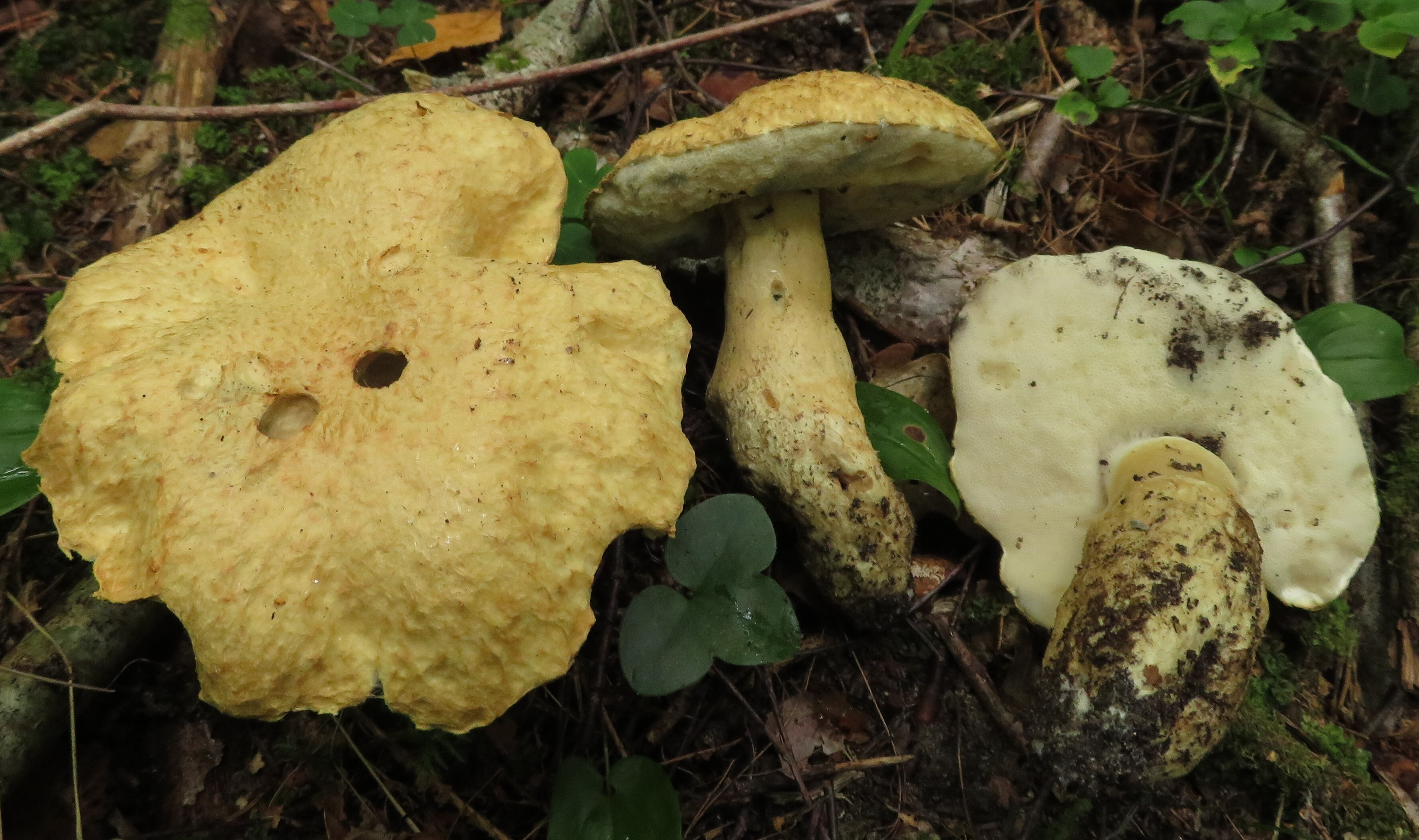
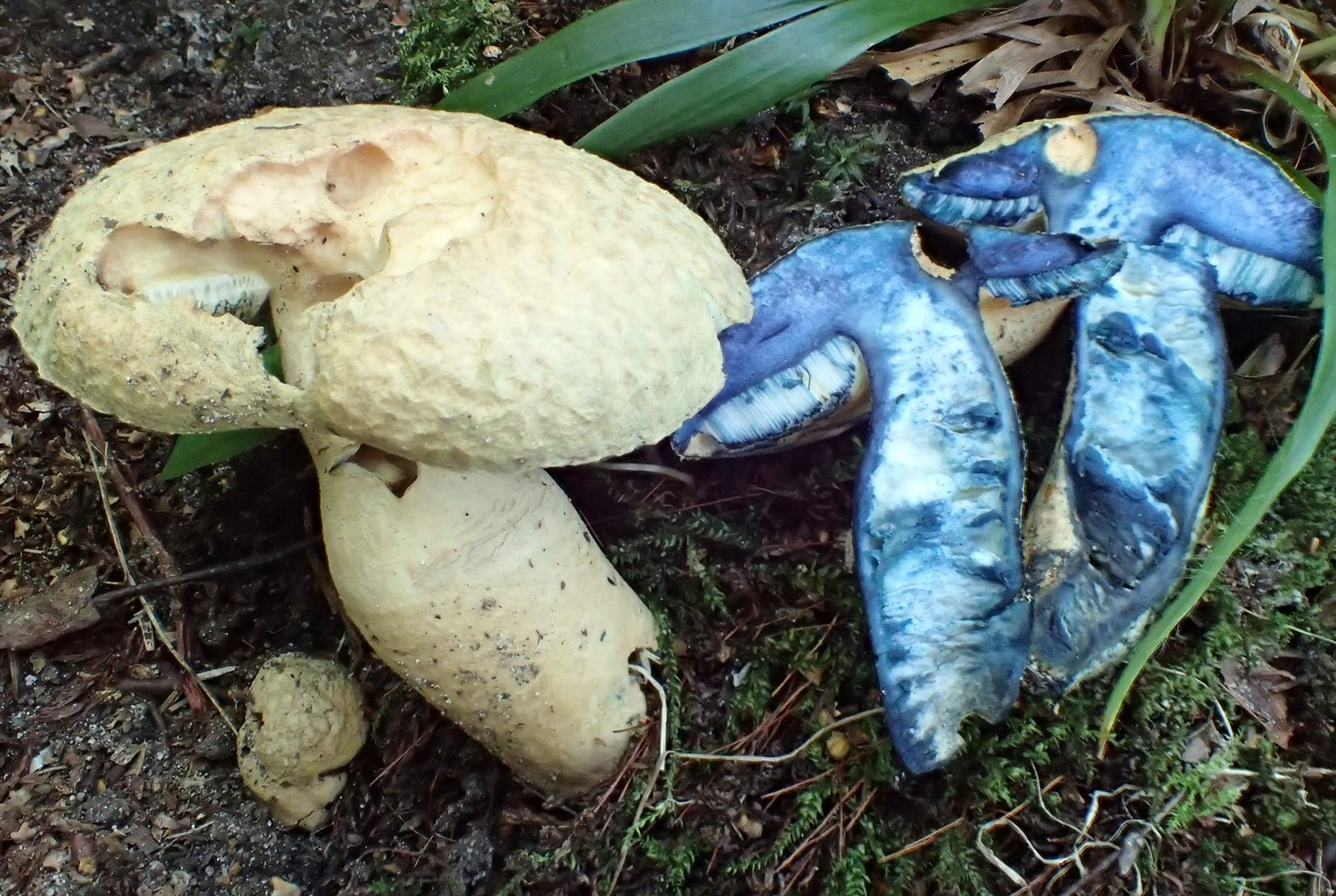
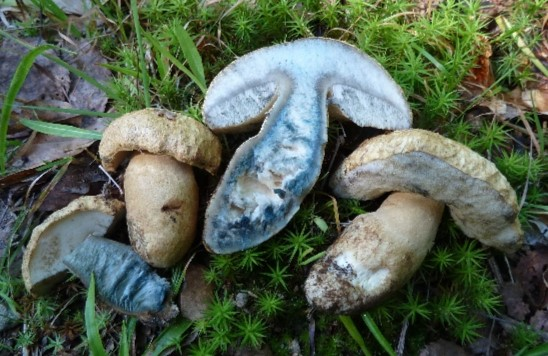

## Variétés et formes

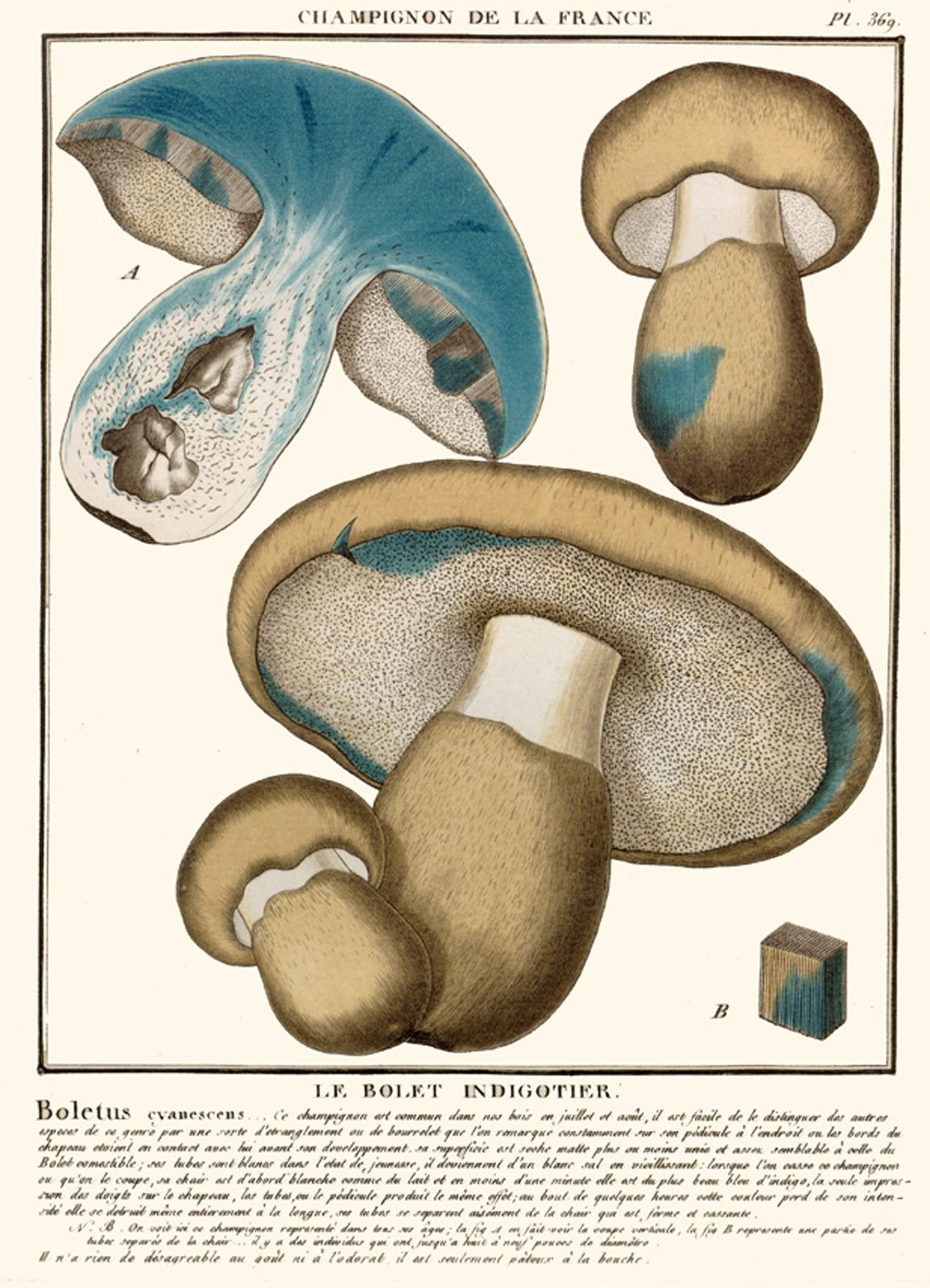
Illustration de Gyroporus cyanescens par Pierre Bulliard.

Le Bolet indigotier a plusieurs formes et variétés :
- Gyroporus cyanescens f. immutabilis, dont la chair ne bleuit pas du tout ;
- Gyroporus cyanescens var. vinosovirescens, dont toutes les parties virent au brun vineux.

## Écologie et distribution
C'est une espèce ectomycorhizienne qui n'a pas d'hôte spécifique. Elle apparait sous les conifères et sous les feuillus, souvent dans les hêtraies ou les forêts mêlées de bouleaux et de peupliers. Elle n'aime pas les sols calcaires et pousse de préférence dans les endroits bien drainés et sablonneux, comme les bords de sentiers. Le champignon est plutôt occasionnel, voire rare. Il fructifie entre août et septembre en Amérique du Nord, de septembre à novembre en Europe.

## Comestibilité
Pour de nombreux auteurs, le Bolet indigotier est un champignon comestible, jugé bon à excellent. Certains recommandent cependant de le rejeter, car il aurait occasionné des intoxications sans gravité en raison de son caractère laxatif. Cependant, ces quelques incidents isolés peuvent se prêter au problème récurrent quant à la comestibilité des Gyroporus ; la difficulté à distinguer les symptômes d'altération et de pourrissement des spécimens ramassés, gardant une belle apparence même à des stades de décomposition avancés. Cela favorise la récolte de spécimens impropres à la consommation faute de pouvoir correctement évaluer leur réel état de conservation. Il vaut mieux donc porter une attention particulière à l'évaluation de l'état de conservation des spécimens de Bolets indigotiers prélevés, tout en respectant un temps de cuisson prolongé avant consommation. Il est donc à considérer comme comestible sous conditions .
La chair résiste bien à la cuisson, devient jaunâtre, et les taches bleues disparaissent presque complètement. Elle prend une saveur à la fois douce et salée, et un parfum qui rappelle celui des Cèpes. Le champignon serait excellent sauté en accompagnement des viandes rouges grillées.

## Confusions possibles
Le Bolet indigotier peut se confondre avec surtout d'autres espèces bleuissantes rares du genre Gyroporus du complexe d'espèces de G. cyanescens, possédant la même comestibilité (mais un interêt alimentaire devant être considéré comme nul en tant qu'espèce par leur rareté et difficulté d'identification) et généralement les mêmes teintes, on pourra le confondre avec :
- Le Bolet faux-indigotier (Gyroporus pseudocyanescens), qui est morphologiquement identique à G. cyanescens. Il pousse sur sol acide sous différentes espèces de chênes (Quercus)[11], de préfèrence Quercus robur et Quercus pyrenaica[12].
- Le Bolet couleur de lait (Gyroporus lacteus), ressemblant à G. cyanescens mais beaucoup plus pâle et clair, blanc de lait, avec un chapeau crème à brun ochracé qui se fragmente en squames irrégulières. Son pied entièrement blanc ne montre pas de zone annulaire[4],[13]. Il pousse dans les bois méditerranéens sous Pinus pinea et Quercus ilex[11].
- Le Bolet faux-couleur de lait (Gyroporus pseudolacteus), ressemblant à G. lacteus mais qui est décrit comme plus élancé, à la longueur du pied supérieure au diamètre du chapeau, cependant ce critère ne semble pas fiable. Son chapeau n'est pas squameux et il semble inféodé aux pins (Pinus pinaster) sur sol sableux[4].
- Le Bolet radicant (Caloboletus radicans) également bleuissant et aux teintes pâles. Cependant, ses pores sont clairement jaunes et son pied est orné d'un réseau, bien que parfois discret. Amer, non comestible, potentiellement émétique.